# Товт Миколай
Миколай Товт (словац. Mikuláš Tóth; 1833, Мукачеве — 1882, Пряшів) — український церковний діяч на Закарпатті та у Словаччині, греко-католицький єпископ.

## Біографія
Гімназію закінчив у Румунії, у місті Сату-Маре. Богословські студії пройшов у Будапешті й Відні.
Висвячений на греко-католицького священика 1857 поблизу Мукачевого єпископом Василем (Поповичем). Спочатку став доктором теології, викладачем теології в Ужгороді, а 1872—1875 роках — професор Будапештського університету.
1876 — Папа Римський Пій ІХ іменував його пряшівським єпископом Греко-католицької церкви, безпосередні свячення здійснив мукачівський єпископ Іоанн Пастелій. Новий єпископ Пряшівський підтримував народну українську освіту і церковне шкільництво, 1880 заснував єпархіальну семінарію у Пряшеві — столиці найзахіднішого українського краю. Тоді ж фактично призупинив мадяризацію церковного життя.
Помер раптово на шостому році єпископства, похований коло катедрального собору Пряшева.